# Michael Jan II. z Althannu
Michael Jan II. hrabě z Althannu (německy Michael Johann II Graf von Althann, 26. srpna 1643 Vídeň – 1702 nebo 1722) byl rakouský šlechtic hraběcího rodu Althannů.

## Život
Narodil se jako syn hraběte Michaela Jana staršího z Althannu († 1649) a hraběnky Marie Markéty z Eggenbergu († 1657), dcery významného císařského politka Jana Oldřicha z Eggenbergu (1568 – 1634), vévody z Krumlova a jeho manželky Marie Sidonie z Tannhausenu († 1614).

## Rodina
Michael Jan II. z Althannu se dne 25. dubna 1667 ve Vídni oženil s princeznou Marií Terezií z Lichtenštejna (10. srpna 1643 – 26. října 1712), dcerou knížete Hartmana III. z Lichtenštejna (1613–1686) a starohraběnky Sidonie Alžběty ze Salm-Reifferscheidtu (1623–1686). Manžele měli 6 dětí:  
- Marie Alžběta (1670 – asi 1718)
- Michael Heřman Josef (1671–1736), ženatý s hraběnkou Marií Julianou z Althannu (1689–1762), dcerou hraběte Jana Kryštofa z Althannu (1633–1706) a hraběnky Marie Juliany z Radmansdorfu (1665 – 1691)
- Marie Maxmiliana Sidonie (květen 1675 – 23. března 1724), provdaná od 23. ledna 1701 za svobodného pana Georga Franze Antona von Gilais zu Sonneberg (2. dubna 1674 – 30. listopadu 1729, Vídeň)
- Marie Johana Terezie (1678–1726), provdaná 1714 za hraběte Jana Fridricha von Nimptsch
- Michael Jan III. (8. října 1679, Jaroslavice – 26. března 1727, Vídeň), diplomat, 12. února 1709 se v Barceloně oženil s Marií Annou Guiseppinou Pignatelliovou (26. července 1689, Alcudia – 1. března 1755, Vídeň)
- Michael Karel (1680–1756)